# Delta T
La revue Delta T, semestrielle et francophone, est consacrée à la musique. Elle est publiée par les éditions Anamosa.
La revue propose de « lire la musique » : ces mots ornent les couvertures des deuxième et troisième livraisons. Les textes abordent des styles musicaux très variés (électro, rock, country, musiques traditionnelles, etc.) et racontent des histoires musicales se déroulant dans le monde entier (Finlande, Île-de-France, Michigan, Tunisie, Texas, Xinjiang et autres).
Imprimée en couleurs, la revue est dotée d'une maquette à la typographie soignée qui fait une large part à l'image. Initialement brochée, elle présente un dos carré depuis sa quatrième livraison, qui vit également l'apparition d'un éditorial.

## Quelques auteurs et musiciens ayant publié dansDelta T
- Marc Buronfosse
- Mikko Mattlar (fi)
- Éric Débris
- Arno Hintjens
- Jean Fauque
- Mathias Malzieu
- François Cambuzat
- Dominic Sonic